# Chakankni
Chakankni, jedna od bandi Molala Indijanaca, porodica Waiilatpuan, naseljeni nekada u planinama Cascade, sjeverozapadno od jezera Upper Klamath Lake u Oregonu. osamdesetih godina 19. stoljeća apsorbirani su od susjednih plemena, možda od Klamath. Ostale varijante njihovog imena su Tchakenikni i Tchakankni (Gatschet).

## Vanjske poveznice
- Hodge